# Aloe angelica
Aloe angelica é uma espécie de liliopsida do gênero Aloe, pertencente à família Asphodelaceae.